# Mario Party 4
Mario Party 4 (In Japan: マリオパーティ 4, Mario Pāti Fō) is een partyspel voor de Nintendo GameCube, uitgebracht op 29 november 2002. Het spel werd ontworpen en uitgegeven door Nintendo. Het is de vierde titel uit de serie van Mario Party. Mario Party 4 kent 50 nieuwe mini-games, 6 speelborden met elk hun eigen thema en één eindbaas helemaal aan het einde van het spel: Bowser.

## Personages
- Mario
- Luigi
- Peach
- Yoshi
- Wario
- Donkey Kong
- Waluigi
- Daisy

## Spelborden
- Toad's Midway Madness
- Shy Guy's Jungle Jam
- Boo's Haunted Bash
- Goomba's Greedy Gala
- Koopa's Seaside Soiree
- Bowser's Gnarly Party